# Прокоф'єв Сергій Сергійович
Сергі́й Сергі́йович Проко́ф'єв (11 (23) квітня 1891, маєток Сонцівка, Бахмутський повіт, Катеринославська губернія, Російська імперія (нині Донецька область, Україна) — 5 березня 1953, Москва, РРФСР, СРСР) — російський і радянський композитор (автор 8 опер, 7 балетів, 7 симфоній та багатьох камерно-інструментальних творів, а також музики до кінофільмів), піаніст, диригент, музичний письменник, шахіст першої категорії. Лауреат Сталінської премії (1943, 1946 (тричі), 1947, 1951). Лауреат Ленінської премії (1957). Народний артист РРФСР (1947).

## Життєпис

### Дореволюційний період

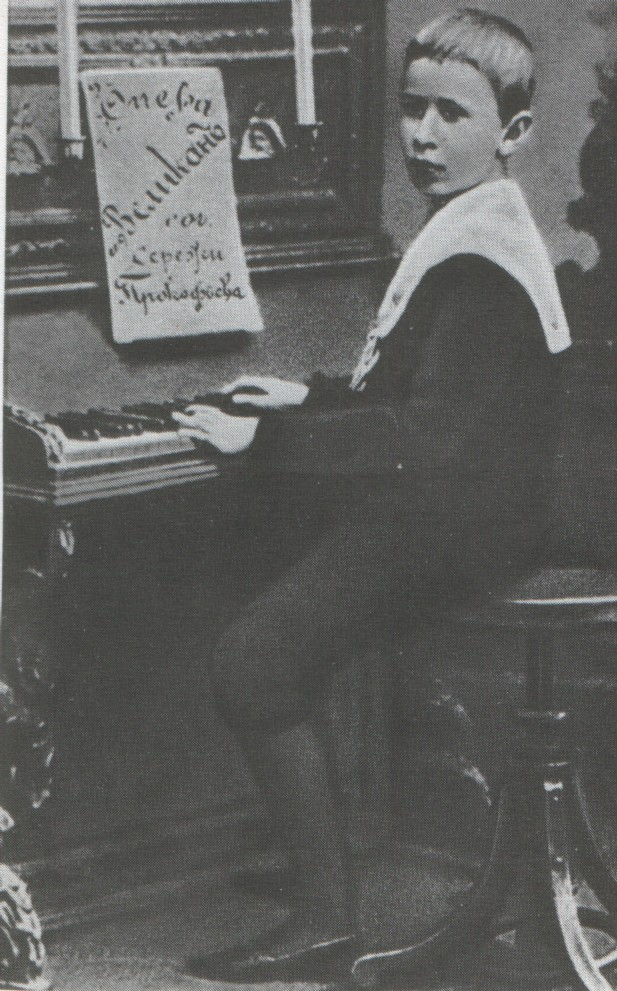
Прокоф'єв у дитинстві

Народився в маєтку Сонцівка Бахмутського повіту Катеринославської губернії (нині це село Сонцівка Покровського району Донецької області України). Його батько Сергій Олексійович Прокоф'єв був управителем маєтку. Першим викладачем фортепіано була його мама. У віці 13 років вступив до Петербурзької консерваторії, до якої його готував Рейнгольд Глієр. У консерваторії навчався композиції в Анатолія Лядова, Миколи Римського-Корсакова, Олександра Глазунова, Язепса Вітолса.
1909 року закінчив консерваторію як композитор із посередніми оцінками (головним чином через творчі непорозуміння з професурою, що дотримувалася академічного напрямку в музиці) і продовжив навчатися у консерваторії як піаніст у Анни Єсипової.
1914 року закінчив консерваторію як піаніст зі своїм 1-м концертом для фортепіано з оркестром, отримавши найвищу оцінку та гран-прі — рояль. У консерваторські роки Прокоф'єв також займався диригуванням у Н. Черепніна, зав'язав дружні стосунки з Миколою Мясковським і Борисом Асаф'євим. У Петербурзькій консерваторії обтяжувався від академічних та строгих установок Анатолія Лядова, але пізніше признав, що це дало йому прекрасну школу.

У 1914–1918 роках багато концертував у Москві, Петрограді, інших містах Росії. Музика Прокоф'єва стала предметом запеклих дискусій у музичних колах. Для його ранніх творів характерні гротесковість, сатиричні мотиви; це музика принципово антиромантична, часто — жорсткозвучна, пронизана дисонансами, дуже енергійна в ритмічному плані. 
Музику Прокоф'єва цього періоду музичний критик В'ячеслав Каратигін назвав: «стрибаюча, бігаюча, кипляча, довбляча, гримасуюча». 
Найпомітніші в цей період — балет «Казка про блазня…» (1915), опера «Гравець» за однойменним романом Достоєвського (1915–1916), декілька інструментальних концертів і сонат, «Скіфська сюїта» (1915) і кантата «Семеро їх» (1917). Один із шедеврів раннього Прокоф'єва — його «Класична симфонія» (1917), зразок «нової простоти»: нею композитор мовби продемонстрував критикам своє блискуче володіння неокласичним стилем.
О. М. Ремізов пише у «временнике» в 1917 році, в записі про святкування Великодня (2 квітня): "На другий і третій день було у нас велике зборіще. Як завжди, Щеколдін Федір Іванович і Григор'єва Наталія Василівна, Леонід Добронравов, І. А. Рязановский, А. М. Коноплянцев, Розумник Васильович. Прокоф'єв грав своє «мімольотноє», — так назвав він нові свої п'єси — музику. Приходив Олександр Олександрович Блок і це в останній раз був він в моїй срібній іграшкової кімнаті — обезвелволпале (в мавп'ячій великій і вільній палаті).— А. Ремизов. Всеобщее восстание. «Эпопея» М. - Берлин, 1922, № 2, с. 80

### Закордонний період
1918 року Прокоф'єв у розпал громадянської смути залишає Російську імперію (йому вдається випросити дозвіл на виїзд особисто у Луначарського) та вирушає через Японію до США (з огляду на війну в Європі, він був вимушений їхати таким маршрутом), де активно гастролює, попри пандемію Іспанки, як піаніст і диригент. 1919 року Прокоф'єв завершив комічну оперу «Любов до трьох апельсинів» (поставлена 1921 року в оперному театрі Чикаго). До того часу належить також Третій фортепіанний концерт. В США Прокоф'єв не мав значного успіху, що стало причиною його переїзду до Європи.
1922 року Прокоф'єв переселився до Німеччини в мальовниче приальпійське містечко Етталь, де починає роботу над оперою «Вогняний янгол». Там Прокоф'єв одружився з каталонською співачкою Ліною Кодіна (псевдонім — Ліна Льюбера, по переїзду в СРСР — Ліна Іванівна), з якою мав двох дітей.
1923 року перебрався до Парижу, де швидко досяг визнання, зокрема завдяки знайомству з балетмейстером Сергієм Дягілєвим, який поставив його «Казку про блазня…», а також замовив і пізніше поставив балети «Сталевий скік» (1927) і «Блудний син» (1928). У Парижі Прокоф'єв провів десятиліття, виїжджаючи в тривалі концертні турне країнами Європи й до США, які мали грандіозний успіх.
1927 року Прокоф'єв уперше відвідує СРСР, де також отримує широке визнання. Пізніші гастролі до СРСР проводив 1929 і 1932 року. У цей період з'явилися Друга, Третя і Четверта симфонії та Четвертий і П'ятий фортепіанні концерти, в яких стиль Прокоф'єва досяг піку напруженості й гостроти, а також м'якший за стилем балет «На Дніпрі» (1932).

### Переїзд до СРСР
Після 1933 року Прокоф'єв разом із сім'єю переїжджає до СРСР (1936 року — остаточно). Причина переїзду є предметом дискусій в колі музикознавців. Головною офіційною причиною переїзду вважається туга за батьківщиною («Я маю знову вжитися в атмосферу рідної землі. Я маю знову бачити справжні зиму і весну, що спалахує миттєво. У вухах моїх має звучати російська мова, я повинен говорити з людьми моєї плоті й крові, аби вони повернули мені те, чого мені тут бракує, — свої пісні, мої пісні. Тут я втрачаю сили. Мені загрожує небезпека загинути від академізму» — писав Прокоф'єв).
Окрім того, на думку музикознавців, характерною рисою характеру Прокоф'єва було бажання бути першим, яке виявлялося в усіх сферах його діяльності. В Європі на той час найбільшу славу композиторів та піаністів мали Рахманінов та Стравінський, тоді як після успішних гастролей у СРСР Прокоф'єв мав усі шанси бути недосяжним лідером. Зокрема, показовим є запис у щоденнику Прокоф'єва від 5 березня 1929 року: «Сталін був на моєму концерті, коли я грав у Москві, і потім, не без гордості, сказав „наш Прокоф'єв“. Відмінно: до Росії можна їхати спокійно!„
Також окремі мемуаристи вказують на картярські борги Прокоф'єва.

### Радянський період
З переїздом Прокоф'єва до СРСР відбувається різкий стилістичний злам у творчості в бік спрощення, більшої доступності, виразності та класичної строгості музичної мови. Змінюється і образність музики Прокоф'єва. Так, композитор Сергій Слонімський вважає, що у центрі симфоній Прокоф'єва стоїть людина, а починаючи з “П'ятої симфонії» (1944) — радянська людина.
Серед найвизначніших творів, написаних у СРСР — балет «Ромео і Джульєтта» (1935), симфонічна казка «Петя і вовк» (1936), кантата до 20-річчя Жовтня (1937), кантата «Олександр Невський» (1939). 1938 року Прокоф'єв здійснює останні гастролі до Європи і США, які відбуваються з блискучим успіхом, зокрема Прокоф'єву пропонують вигідний контракт у Голлівуді, від якого, однак, композитор відмовився.
1941 року, напередодні німецько-радянської війни, Прокоф'єв залишає сім'ю — дружину і двох синів — і йде до Міри Мендельсон, поетеси й активної комсомолки, згодом — співавторки лібрето його опер «Дуенья» та «Війна і мир».
Під час війни Прокоф'єв вирушає на Кавказ, пізніше до Алмати, де поряд із камерними й симфонічними творами пише фронтові пісні, багато концертує, 1942 року пише музику до фільму «Іван Грозний» (режисер Сергій Ейзенштейн). Серед найвидатніших творів воєнних років — 7-а фортепіанна соната (перший твір, відзначений Сталінською премією), опера «Війна і мир», 5-а симфонія, балет «Попелюшка».

### Останні роки життя
Останній період життя Прокоф'єва надзвичайно складний. У повоєнні роки в композитора розвивається гіпертонія, що загострюється важкими приступами. 1948 року композитор потрапляє під Ждановські ідеологічні чистки, зокрема Прокоф'єв фігурує у славнозвісній Постанові ВКП(б) «Об опере „Великая дружба“ Мурадели» (10 лютого 1948). Відповідаючи, композитор у дусі епохи висловлює «подяку партії за чіткі вказівки, ухвали, що допомагають (…) у пошуках музичної мови, зрозумілої й близької нашому народові, гідного нашого народу і нашої великої країни».
Того ж року Прокоф'єв оформляє свій другий шлюб — із Мірою Мендельсон. У березні 1948 року його першу дружину Ліну Прокоф'єву, іспанку за походженням, заарештовують за звинуваченням у шпигунстві, засуджують до 20 років таборів і засилають до Воркути. За свідченням в'язня ГУЛАГу Євгена Таратути, Ліна Іванівна отримувала листи тільки від своїх синів.
Серед значних творів Прокоф'єва останніх років — опера «Повість про справжню людину» (1948), 7-ма симфонія (1952, остання Сталінська премія), симфонія-концерт для віолончелі з оркестром (1952).
Помер Прокоф'єв 5 березня 1953 року — на 40 хвилин пізніше Сталіна і з тієї ж причини: крововилив у мозок. Для радянської спільноти смерть композитора довгий час була затьмарена скорботою, пов'язаною із втратою радянського вождя. Похований у Москві на Новодівочому цвинтарі.

## Пам'ять
На честь композитора було названо колишній Донецький аеропорт (зруйнований російськими загарбниками у 2014).
У Києві щорічно проводиться Всеукраїнський конкурс піаністів ім. Прокоф'єва. Конкурс проводиться в трьох номінаціях: фортепіано, композиція та симфонічне диригування.
До 100-річчя з дня народження:
- у рідному селі Прокоф'єва Сонцівці відкрито музей, присвячений життю і творчості композитора;
- пошта СРСР випустила поштову марку номіналом 15 копійок;
- концертному залові Донецької філармонії присвоєно ім'я композитора, на фасаді філармонії встановлено меморіальну дошку;
- ім'я Прокоф'єва носять академічний симфонічний оркестр Донецької обласної філармонії і Донецька музична академія.
- Донецький академічний державний театр опери та балету імені Анатолія Солов'яненка оновив прокоф'євський балет «Ромео і Джульєтта»[8].

## Твори

### Опери
- Маддалена (1911; 2-а редакція 1913),
- Гравець («Игрок») (за Ф. М. Достоєвським, 1929, Брюссель; 1974, Москва),
- Любов до трьох апельсинів («Любовь к трём апельсинам») (за К. Гоцці, 1921, Чикаго; 1926, Ленінград),
- Вогняний янгол («Огненный ангел») (за В. Я. Брюсовим, 1927; концертне виконання 1954, Париж; 1955, Венеція; 1983, Пєрмь),
- Семен Котко (1940, Москва),
- Заручини в монастирі («Обручение в монастыре») («Дуенья», за Р. Шеріданом, 1946, Ленінград),
- Війна і мир (за Л. Н. Толстим, 1943; остаточна редакція 1952; 1946, Ленінград; 1955, там само),
- Повість про справжню людину («Повесть о настоящем человеке») (за Б. П. Полевим, концертне виконання 1948, Ленінград; 2-я редакція 1960, Москва);

### Балети
- Казка про блазня, що семеро блазнів перехитрував («Сказка про шута, семерых шутов перешутившего») (1921, Париж),
- Сталевий скік (1927, Париж),
- Блудний син (1929, там само),
- На Дніпрі (1932, там само),
- Ромео і Джульєтта (за Вільямом Шекспіром, 1938, Брно; 1940, Ленінград),
- Попелюшка («Золушка») (1945, Москва),
- Казка про кам'яну квітку («Сказ о каменном цветке») (за П. П. Бажовим, 1954, Москва);

### Для солістів, хору та оркестру
- Ораторія «На варті миру» (слова Самуїла Маршака, 1950),
- Кантати, в тому числі
  - До 20-річчя Жовтня (текст-монтаж Прокоф'єва із творів Маркса, Енгельса, Леніна, 1937),
  - «Семеро їх»
  - «Олександр Невський» (1939),
- вокально-симфонічні сюїти, у тому числі
  - Зимове вогнище («Зимний костёр») (слова С. Я. Маршака, 1949);

### Для оркестру
- 7 симфоній
  - № 1 «Класична» — 1917;
  - № 2 — 1924;
  - № 3 — 1928;
  - № 4 — 1930, 2-а редакція 1947;
  - № 5 — 1944;
  - № 6 — 1947;
  - № 7 — 1952.
- Ала і Лоллій (Скіфська сюїта, 1915),
- Симфонічна казка «Пєтя і вовк» (1936),
- Два пушкінські вальси (1949),
- Ода на закінчення війни (1945)
- Сюїти, поеми, увертюри, та ін.;

### Концерти з оркестром
- 5 для фортепіано (1912; 1913, 2-а редакція 1923; 1921; 1931, для лівої руки; 1932),
- 2 для скрипки (1917, 1935),
- симфонія-концерт для віолончелі (1952) та ін.;

### Камерно-інструментальні ансамблі
- сонати для скрипки і фортепіано,
- соната для віолончелі і фортепіано,
- соната для флейти і фортепіано,
- 2 квартети;

### Для фортепіано
- 9 сонат
  - № 1 ор.1 — 1907, 2-а ред. 1909;
  - № 2 ор.14 — 1912;
  - № 3 ор.28 — 1907, 2-а редакція 1917;
  - № 4 ор.29 bis — 1934;
  - № 5 ор.38 — 1923, 2-а ред. ор.135, 1952;
  - № 6 ор.82 — 1939-40;
  - № 7 ор.83 — 1939-42;
  - № 8 ор.84 — 1939-44;
  - № 9 ор.103 — 1947)
- Сарказми,
- Швидкоплинності (1915—1917),
- Казки старої бабусі,
- Етюди (ор.2 та ор.52)
- Сюїти з балетів «Попелюшка», «Ромео і Джульєтта»
- п'єси; романси, пісні;
- музика до спектаклів драматичного театру та кінофільмів.

## Музичні приклади
- Етюд №3 op.2 (1909)ⓘ
- Гавот із "Класичної симфонії"ⓘ
- Інтродукція до балету "Ромео і Джульєтта"ⓘ
- Соната №3 для фортепіаноⓘ